# Let's Dance (TV-program)
Let's Dance är ett svenskt underhållningsprogram som visats på TV4 sedan 2006. Programmet produceras av Mastiff och ger svenska kändisar en möjlighet att få lära sig dansa och tävla i tävlingsdans. En jury på tre till fyra personer i kombination med tittarröstning avgör varje tävlingsvecka vilka danspar som får stanna kvar i tävlingen respektive åka ut. Programmet sändes från början under perioden januari–mars men sedan säsong sju (2012) sänds det vanligtvis mellan februari/mars och maj/juni på fredagarna.
Let's Dance är en svensk anpassning av BBC:s originalformat Strictly Come Dancing som i hemlandet premiärvisades 2004 och i första hand sänds på söndagarna.
Programmet vann Kristallen 2006 i kategorin Årets underhållningsprogram.
Den 30 augusti 2023 meddelade TV4 att programmet tar en paus under 2024.

## Om programmet
Från början tävlar mellan tio och tolv danspar i tävlingen, vars uppgift är att varje vecka lära sig en eller flera dansstilar (i kategorin tiodans) som de sedan framför i direktsändning inför publik, en jury och TV-tittare. Juryn, som består av tre-fyra personer, ger efter varje danspars uppträdande poäng på skalan mellan ett och tio, där ett är sämst och tio är bäst. Poängen adderas sedan ihop så att en resultatlista bildas. Samtidigt som danserna sker och juryn ger poäng kan tittarna telefonrösta på alla dansparen. Juryn och tittarna har femtio procent makt vardera att avgöra varje programs utgång.
Efter att alla par dansat klart kollas resultatlistan av jurypoängen av. Det danspar som fått lägst poäng får juryns ettpoängare (i totalen), därefter utökas listan med ett poäng till vinnaren som får den högsta poängen. Därefter upprepas samma procedur med tittarrösterna. Det par som får lägst total poängsumma får lämna tävlingen. Om fler par skulle ligga lika får det paret som fått minst tittarsiffror lämna programmet. I 2011 års säsong lades det till ett moment som innebar att de två paren med lägst totalpoäng fick duellera i en ny omgång, som helt avgjordes av tittarröster. Något som kan vara värt att notera är att i det första programmet brukar inget par röstas ut. Dock brukar programledarna avslöja vilket par som ligger bäst respektive sämst till efter den första kvällen, och jury- och tittarrösterna från de två första programmen brukar slås ihop.

### Fakta om Let's Dance
- Proffsdansaren Tobias Karlsson deltog i de nio första säsongerna av programmet, men inte i säsong tio.
- Juryn bestod från början av Maria Öhrman, Dermot Clemenger, Ann Wilson och Tony Irving, men till säsong sex byttes Öhrman ut mot Isabel Edvardsson. Sedan 2012 består juryn endast av Clemenger, Wilson och Irving. Inför säsongen 2016 entledigades Clemenger och ersattes av Cecilia Lazar.
- Fyra deltagare har före sin medverkan i programmet även deltagit i TV-programmet Idol.
- Den tidigare programledaren Agneta Sjödin (säsong ett och två) har medverkat som deltagare, då tillsammans med Tobias Karlsson i säsong fem. Paret slutade på en tiondeplats.
- Proffsdansaren Cecilia Ehrling har varit med och vunnit programmet fyra gånger: första gången i par med Martin Lidberg (säsong två), andra gången i par med Mattias Andréasson (säsong fem), tredje gången i par med Markoolio (säsong åtta) och fjärde gången i par med Ingemar Stenmark (säsong tio).
- Proffsdansaren Tobias Wallin har kommit på andra plats två gånger (säsong fyra och fem). Samma bedrift har även proffsdansaren Annika Sjöö lyckats med i säsong två och tre. I säsong fyra vann hon hela tävlingen tillsammans med danspartnern och Sveriges f.d. starkaste man Magnus Samuelsson.
- Den sjätte säsongen blev den första säsongen att sända i HDTV.
- De sjunde och åttonde säsongerna sändes under årets andra kvartal, till skillnad från de sex tidigare säsongerna som sänts under första kvartalet. Sedan 2014 är det vanligt att Let's Dance sänds mellan februari och maj.
- Proffsdansaren Yvo Eussen deltog bara i säsong 11 som han även vann med dansbandssångerskan Elisa Lindström.
- Steadicam-fotografen Tomas Antonsson har sedan 2011 dansat med kameran runt deltagarna och filmat flera av danserna själv, så kallad ”one shot”. Mest känd är dansen tillsammans med Marie Serneholt och Kristjan Lootus i en slow fox.

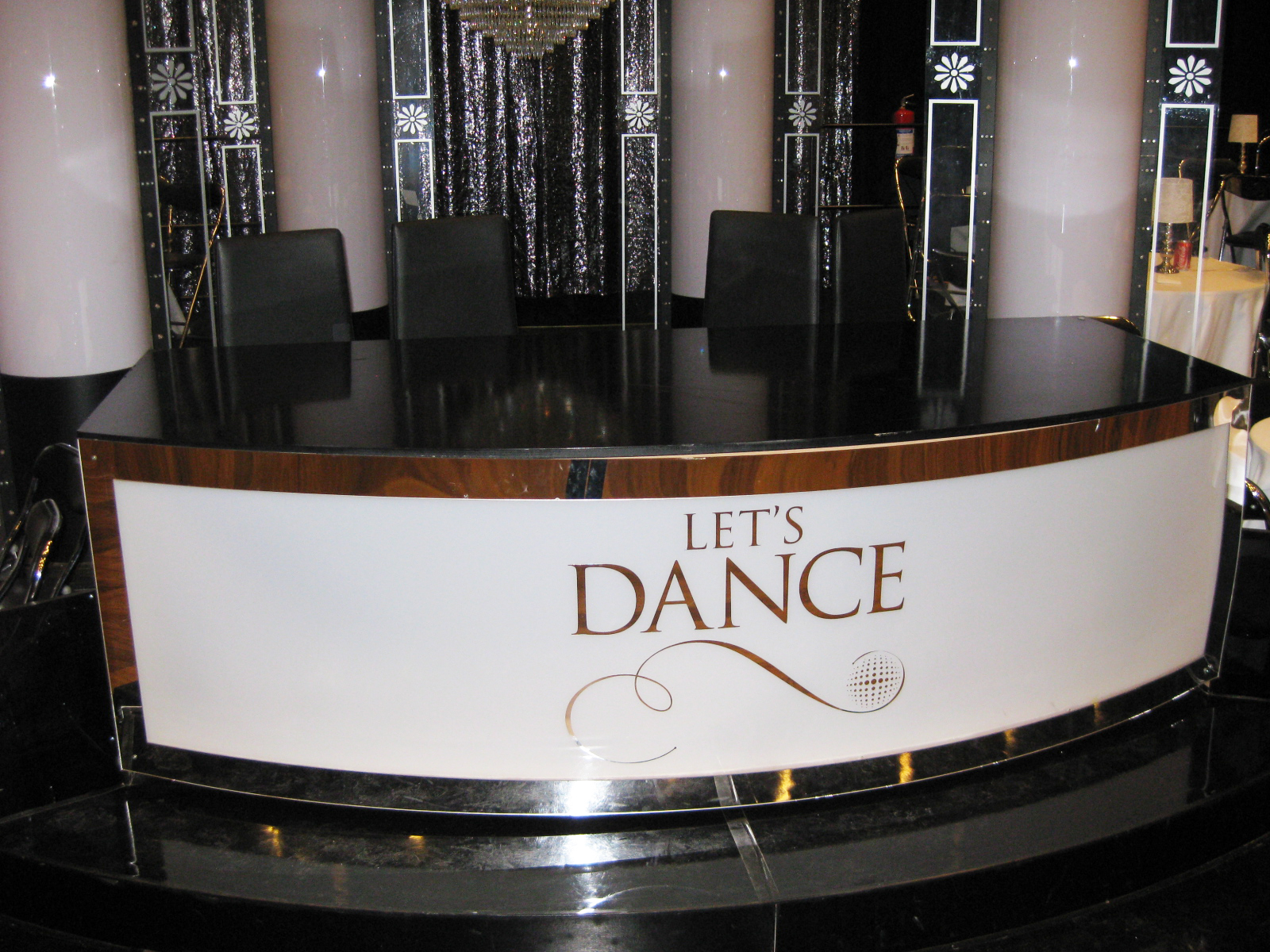
Domarnas bord 2009.
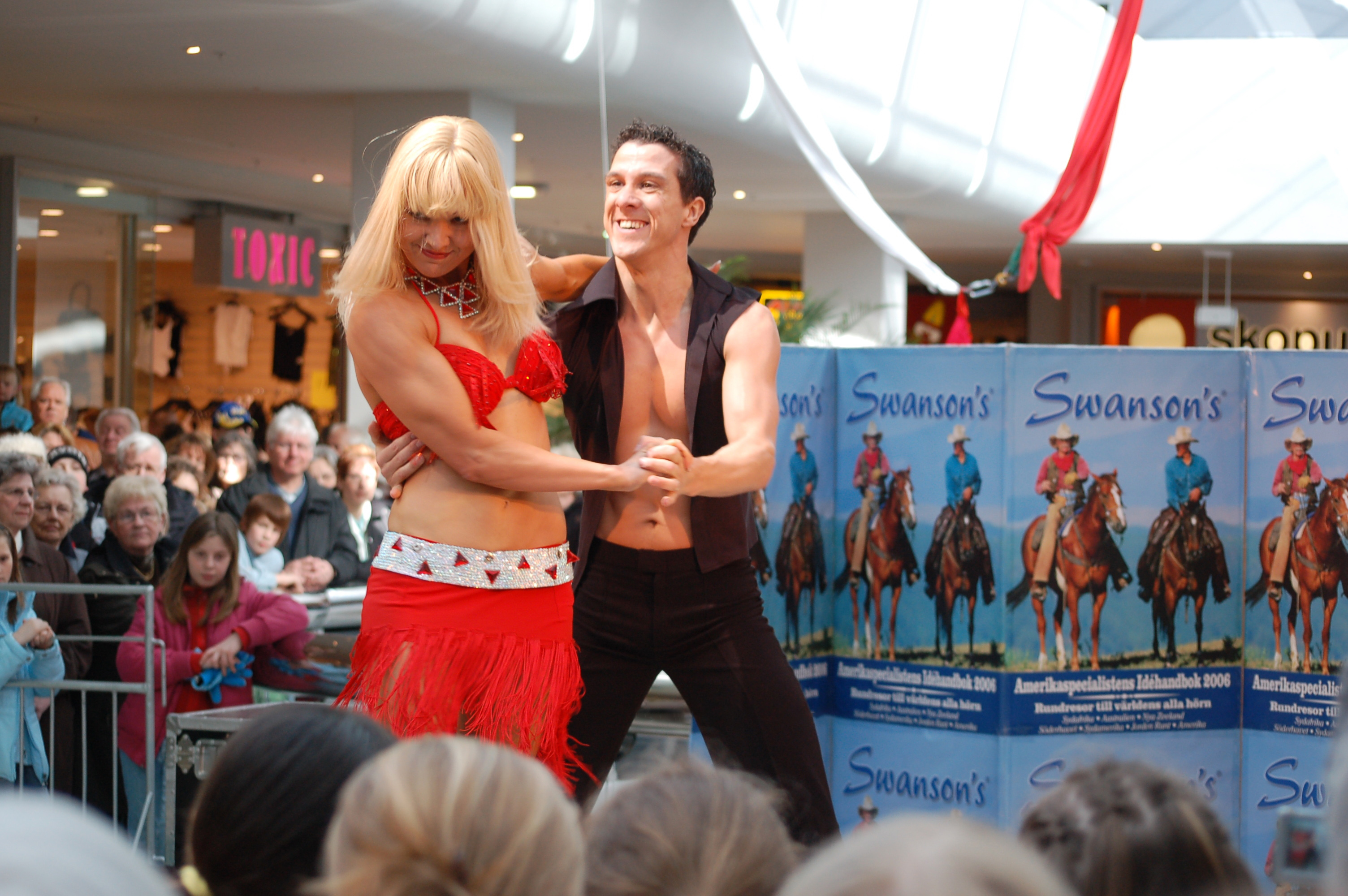
David & Malin Watson dansar i Norrköping, varuhuset Linden 2006.

## Säsongsinformation
| Säsong            | Sändnings – datum           | Vinnare                                      | Tvåa                                          | Trea                                                                  | Jury                                                         | Programledare                        | Inspelningsplats                |
| ----------------- | --------------------------- | -------------------------------------------- | --------------------------------------------- | --------------------------------------------------------------------- | ------------------------------------------------------------ | ------------------------------------ | ------------------------------- |
| Säsong 1 (2006)   | 6 januari – 10 mars 2006    | Måns Zelmerlöw & Maria Karlsson              | Anna Book & David Watson                      | Viktor Åkerblom Nilsson & Carin da Silva                              | Maria Öhrman, Dermot Clemenger, Ann Wilson, Tony Irving      | David Hellenius & Agneta Sjödin      | Studio 1, TV-huset i Stockholm  |
| Säsong 2 (2007)   | 12 januari – 30 mars 2007   | Martin Lidberg & Cecilia Ehrling             | Tobias Blom & Annika Sjöö                     | Erica Johansson & Daniel da Silva                                     | Maria Öhrman, Dermot Clemenger, Ann Wilson, Tony Irving      | David Hellenius & Agneta Sjödin      | Studio 1, TV-huset i Stockholm  |
| Säsong 3 (2008)   | 11 januari – 28 mars 2008   | Tina Nordström & Tobias Karlsson             | Tony Rickardsson & Annika Sjöö                | Karl Petter Bergvall & Jeanette Carlsson                              | Maria Öhrman, Dermot Clemenger, Ann Wilson, Tony Irving      | David Hellenius & Jessica Almenäs    | Studio 1, TV-huset i Stockholm  |
| Säsong 4 (2009)   | 9 januari – 27 mars 2009    | Magnus Samuelsson & Annika Sjöö              | Laila Bagge & Tobias Wallin                   | Morgan Alling & Helena Fransson                                       | Maria Öhrman, Dermot Clemenger, Ann Wilson, Tony Irving      | David Hellenius & Jessica Almenäs    | Studio 1, TV-huset i Stockholm  |
| Säsong 5 (2010)   | 8 januari – 26 mars 2010    | Mattias Andréasson & Cecilia Ehrling         | Claudia Galli & Tobias Wallin                 | Willy Björkman & Charlotte Sinclair                                   | Maria Öhrman, Dermot Clemenger, Ann Wilson, Tony Irving      | David Hellenius & Jessica Almenäs    | Studio 1, TV-huset i Stockholm  |
| Säsong 6 (2011)   | 7 januari – 25 mars 2011    | Jessica Andersson & Kristjan Lootus          | Frank Andersson & Charlotte Sinclair          | Tina Thörner & Tobias Karlsson                                        | Isabel Edvardsson, Dermot Clemenger, Ann Wilson, Tony Irving | David Hellenius & Jessica Almenäs    | Magasin 7, Frihamnen, Stockholm |
| Säsong 7 (2012)   | 30 mars – 1 juni 2012       | Anton Hysén & Sigrid Bernson                 | Molly Nutley & Calle Sterner                  | Marcus Schenkenberg & Maria Bild                                      | Dermot Clemenger, Ann Wilson, Tony Irving                    | David Hellenius & Jessica Almenäs    | Magasin 7, Frihamnen, Stockholm |
| Säsong 8 (2013)   | 29 mars – 31 maj 2013       | Markoolio & Cecilia Ehrling                  | Oscar Zia & Maria Bild                        | Maria Montazami & Kristjan Lootus                                     | Dermot Clemenger, Ann Wilson, Tony Irving                    | David Hellenius & Jessica Almenäs    | Magasin 7, Frihamnen, Stockholm |
| Säsong 9 (2014)   | 28 februari – 9 maj 2014    | Benjamin Wahlgren Ingrosso & Sigrid Bernson  | Steffo Törnquist & Cecilia Ehrling            | Gunhild Carling & Kristjan Lootus                                     | Dermot Clemenger, Ann Wilson, Tony Irving                    | David Hellenius & Jessica Almenäs    | Magasin 7, Frihamnen, Stockholm |
| Säsong 10 (2015)  | 27 februari – 24 april 2015 | Ingemar Stenmark & Cecilia Ehrling           | Marie Serneholt & Kristjan Lootus             | Jonas Björkman & Veera Kinnunen                                       | Dermot Clemenger, Ann Wilson, Tony Irving                    | David Hellenius & Jessica Almenäs    | Magasin 7, Frihamnen, Stockholm |
| Let's Dance 10 år | 8 maj – 30 maj 2015         | Anton Hysén & Sigrid Bernson                 | Morgan Alling & Helena Fransson               | Arja Saijonmaa & Tobias Karlsson samt Magnus Samuelsson & Annika Sjöö | Dermot Clemenger, Ann Wilson, Tony Irving                    | David Hellenius & Jessica Almenäs    | Magasin 7, Frihamnen, Stockholm |
| Säsong 11 (2016)  | 11 mars – 20 maj 2016       | Elisa Lindström & Yvo Eussen                 | Bianca Wahlgren Ingrosso & Alexander Svanberg | Thomas Wassberg & Malin Watson                                        | Tony Irving, Ann Wilson, Cecilia Lazar                       | David Hellenius & Jessica Almenäs    | Magasin 7, Frihamnen, Stockholm |
| Säsong 12 (2017)  | 10 mars – 12 maj 2017       | Jesper Blomqvist & Malin Watson              | Anja Pärson & Calle Sterner                   | Ellen Bergström & Jonathan Näslund                                    | Tony Irving, Ann Wilson, Cecilia Lazar                       | David Hellenius & Tilde de Paula Eby | Magasin 7, Frihamnen, Stockholm |
| Säsong 13 (2018)  | 23 mars 2018 – 25 maj 2018  | Jon Henrik Fjällgren & Katja Luján Engelholm | Daniel Norberg & Maria Zimmerman              | Gunde Svan & Jeanette Carlsson                                        | Tony Irving, Ann Wilson, Cecilia Lazar                       | David Hellenius & Tilde de Paula Eby | Magasin 7, Frihamnen, Stockholm |
| Säsong 14 (2019)  | 22 mars 2019 – 31 maj 2019  | Kristin Kaspersen & Calle Sterner            | Magdalena Forsberg & Tobias Karlsson          | Lance Hedman Graaf & Linn Hegdal                                      | Tony Irving, Ann Wilson, Cecilia Lazar                       | David Hellenius & Tilde de Paula Eby | Magasin 7, Frihamnen, Stockholm |
| Säsong 15 (2020)  | 20 mars 2020 – 29 maj 2020  | John Lundvik & Linn Hegdal                   | Sussie Eriksson & Calle Sterner               | Anders Svensson & Maria Zimmerman                                     | Dermot Clemenger, Ann Wilson, Tony Irving                    | David Hellenius & Tilde de Paula Eby | Magasin 7, Frihamnen, Stockholm |
| Säsong 16 (2021)  | 20 mars 2021 – 15 maj 2021  | Filip Lamprecht & Linn Hegdal                | Anis Don Demina & Katja Luján Engelholm       | Kristina Petrushina & Hugo Gustafsson                                 | Dermot Clemenger, Ann Wilson, Tony Irving                    | Petra Mede & David Lindgren          | Magasin 7, Frihamnen, Stockholm |
| Säsong 17 (2022)  | 19 mars 2022 – 21 maj 2022  | Eric Saade & Katja Luján Engelholm           | Filip Dikmen & Linn Hegdal                    | Marie Mandelmann & Jonathan Näslund                                   | Dermot Clemenger, Ann Wilson, Tony Irving                    | Petra Mede & David Lindgren          | Magasin 7, Frihamnen, Stockholm |
| Säsong 18 (2023)  | 18 mars 2023 – 27 maj 2023  | Hampus Hedström & Ines Maria Ștefănescu      | Charlotte Kalla & Tobias Karlsson             | Renaida Braun & Tobias Bader                                          | Dermot Clemenger, Ann Wilson, Tony Irving                    | David Lindgren & Kristin Kaspersen   | Magasin 7, Frihamnen, Stockholm |
| Säsong 19 (2025)  | 15 mars 2025 – 10 maj 2025  | Theo Haraldsson & Paulina Rosenkvist         | Perla Malmberg & Nik Alexander                | Ferry Svan & Flippa Strand                                            | Eric Saade, Taya Shawki, Tony Irving                         | Pär Lernström & Johanna Nordström    | Magasin 7, Frihamnen, Stockholm |

## De professionella dansarna och deras danspartners
Säsongens vinnare
     Andraplats
     Tredjeplats
     Först att lämna
     Hoppade av
     Preliminär deltagare
| Professionell         | Säsong 1                | Säsong 2             | Säsong 3             | Säsong 4           | Säsong 5                  | Säsong 6             | Säsong 7            | Säsong 8         | Säsong 9                   | Säsong 10                | Säsong 11                | Säsong 12          | Säsong 13            | Säsong 14          | Säsong 15         | Säsong 16        | Säsong 17            | Säsong 18       |
| Aktuella              | Aktuella                | Aktuella             | Aktuella             | Aktuella           | Aktuella                  | Aktuella             | Aktuella            | Aktuella         | Aktuella                   | Aktuella                 | Aktuella                 | Aktuella           | Aktuella             | Aktuella           | Aktuella          | Aktuella         | Aktuella             | Aktuella        |
| --------------------- | ----------------------- | -------------------- | -------------------- | ------------------ | ------------------------- | -------------------- | ------------------- | ---------------- | -------------------------- | ------------------------ | ------------------------ | ------------------ | -------------------- | ------------------ | ----------------- | ---------------- | -------------------- | --------------- |
| Tobias Karlsson       | Arja Saijonmaa          | Anna Sahlin          | Tina Nordström       | Elisabet Höglund   | Agneta Sjödin             | Tina Thörner         | Camilla Henemark    | Anette Norberg   | i.u.                       | i.u.                     | i.u.                     | i.u.               | Nikki Amini          | Magdalena Forsberg | i.u.              | Carola Häggkvist | Mia Parnevik         | Charlotte Kalla |
| Tobias Wallin         | Kishti Tomita           | Yvonne Ryding        | Dilba Demirbag       | Laila Bagge        | Claudia Galli             | Denise Rudberg       | i.u.                | Anna Brolin      | Emma Igelström             | Nanne Grönvall           | Ewa Fröling              | i.u.               | i.u.                 | i.u.               | i.u.              | Hanna Hedlund    | Mouna Esmaeilzadeh   | Johanna Lind    |
| Cecilia Ehrling       | i.u.                    | Martin Lidberg       | Richard Herrey       | i.u.               | Mattias Andréasson        | Anders Bagge         | Anders Timell       | Markoolio        | Steffo Törnquist           | Ingemar Stenmark         | Johan Rabaeus            | Anders Öfvergård   | i.u.                 | Dan Ekborg         | Jan Björklund     | i.u.             | Markus Granseth      | Nilla Fischer   |
| Tobias Bader          | i.u.                    | i.u.                 | i.u.                 | i.u.               | i.u.                      | i.u.                 | Pernilla Wahlgren   | Sofia Wistam     | i.u.                       | i.u.                     | i.u.                     | Stina Wollter      | Martina Haag         | LaGaylia Frazier   | Andreas Lundstedt | Suzanne Axell    | Lisa Ajax            | Renaida Braun   |
| Jasmine Takács        | i.u.                    | i.u.                 | i.u.                 | i.u.               | i.u.                      | i.u.                 | i.u.                | i.u.             | i.u.                       | i.u.                     | i.u.                     | Johannes Brost     | Gustav Hammarsten    | Thomas Ravelli     | Anders Jansson    | Michel Tornéus   | Aron Anderson        | Kodjo Akolor    |
| Hugo Gustafsson       | i.u.                    | i.u.                 | i.u.                 | i.u.               | i.u.                      | i.u.                 | i.u.                | i.u.             | i.u.                       | i.u.                     | i.u.                     | i.u.               | i.u.                 | i.u.               | Alice Stenlöf     | Keyyo            | Cecilia von der Esch | Tone Sekelius   |
| Hedvig Löfwall        | i.u.                    | i.u.                 | i.u.                 | i.u.               | i.u.                      | i.u.                 | i.u.                | i.u.             | i.u.                       | i.u.                     | i.u.                     | i.u.               | i.u.                 | i.u.               | i.u.              | i.u.             | i.u.                 | Johan Jureskog  |
| Ines Maria Ștefănescu | i.u.                    | i.u.                 | i.u.                 | i.u.               | i.u.                      | i.u.                 | i.u.                | i.u.             | i.u.                       | i.u.                     | i.u.                     | i.u.               | i.u.                 | i.u.               | i.u.              | i.u.             | i.u.                 | Hampus Hedström |
| Ida Sund              | i.u.                    | i.u.                 | i.u.                 | i.u.               | i.u.                      | i.u.                 | i.u.                | i.u.             | i.u.                       | i.u.                     | i.u.                     | i.u.               | i.u.                 | i.u.               | i.u.              | i.u.             | i.u.                 | Andreas Wijk    |
| Tove Villför          | i.u.                    | i.u.                 | i.u.                 | i.u.               | i.u.                      | i.u.                 | i.u.                | i.u.             | i.u.                       | i.u.                     | i.u.                     | i.u.               | i.u.                 | i.u.               | i.u.              | i.u.             | i.u.                 | Rickard Sjöberg |
| Tidigare              |                         |                      |                      |                    |                           |                      |                     |                  |                            |                          |                          |                    |                      |                    |                   |                  |                      |                 |
| Ingrid Beate Thompson | Melker Andersson        | i.u.                 | i.u.                 | i.u.               | i.u.                      | i.u.                 | i.u.                | i.u.             | i.u.                       | i.u.                     | i.u.                     | i.u.               | i.u.                 | i.u.               | i.u.              | i.u.             | i.u.                 | i.u.            |
| Peter Broström        | Tone Bekkestad          | i.u.                 | i.u.                 | i.u.               | i.u.                      | i.u.                 | i.u.                | i.u.             | i.u.                       | i.u.                     | i.u.                     | i.u.               | i.u.                 | i.u.               | i.u.              | i.u.             | i.u.                 | i.u.            |
| Carin da Silva        | Viktor Åkerblom Nilsson | Patrick Ekwall       | Mats Carlsson        | i.u.               | i.u.                      | i.u.                 | i.u.                | i.u.             | i.u.                       | i.u.                     | i.u.                     | i.u.               | i.u.                 | i.u.               | i.u.              | i.u.             | i.u.                 | i.u.            |
| Daniel da Silva       | Carolina Gynning        | Erica Johansson      | Linda Lampenius      | Magdalena Graaf    | Elin Kling                | i.u.                 | i.u.                | i.u.             | i.u.                       | i.u.                     | i.u.                     | i.u.               | i.u.                 | i.u.               | i.u.              | i.u.             | i.u.                 | i.u.            |
| Helena Fransson       | Paolo Roberto           | Mårten Andersson     | i.u.                 | Morgan Alling      | Marcus Birro              | i.u.                 | i.u.                | i.u.             | i.u.                       | i.u.                     | i.u.                     | i.u.               | i.u.                 | i.u.               | i.u.              | i.u.             | i.u.                 | i.u.            |
| David Watson          | Anna Book               | i.u.                 | i.u.                 | i.u.               | i.u.                      | i.u.                 | Helena Paparizou    | i.u.             | i.u.                       | i.u.                     | i.u.                     | i.u.               | i.u.                 | i.u.               | i.u.              | i.u.             | i.u.                 | i.u.            |
| Maria Bild            | Måns Zelmerlöw          | Harald Treutiger     | i.u.                 | George Scott       | Peter Wahlbeck            | i.u.                 | Marcus Schenkenberg | Oscar Zia        | Patrik Sjöberg             | i.u.                     | i.u.                     | i.u.               | i.u.                 | i.u.               | i.u.              | i.u.             | i.u.                 | i.u.            |
| Malin Watson          | Peppe Eng               | i.u.                 | i.u.                 | i.u.               | i.u.                      | i.u.                 | i.u.                | i.u.             | i.u.                       | Jonas Hallberg           | Thomas Wassberg          | Jesper Blomqvist   | Claes Malmberg       | Mendéz             | Mikael Sandström  | Janne Josefsson  | Henrik Fexeus        | i.u.            |
| Ann Lähdet            | i.u.                    | Lasse Brandeby       | i.u.                 | i.u.               | i.u.                      | i.u.                 | i.u.                | i.u.             | i.u.                       | i.u.                     | i.u.                     | i.u.               | i.u.                 | i.u.               | i.u.              | i.u.             | i.u.                 | i.u.            |
| Johan Andersson       | i.u.                    | Birgitte Söndergaard | Mi Ridell            | i.u.               | i.u.                      | i.u.                 | i.u.                | i.u.             | i.u.                       | i.u.                     | i.u.                     | i.u.               | i.u.                 | i.u.               | i.u.              | i.u.             | i.u.                 | i.u.            |
| Annika Sjöö           | i.u.                    | Tobias Blom          | Tony Rickardsson     | Magnus Samuelsson  | i.u.                      | i.u.                 | i.u.                | i.u.             | i.u.                       | i.u.                     | i.u.                     | i.u.               | i.u.                 | i.u.               | i.u.              | i.u.             | i.u.                 | i.u.            |
| Björn Törnblom        | i.u.                    | Malou von Sivers     | Susanne Lanefelt     | i.u.               | Gudrun Schyman            | i.u.                 | i.u.                | i.u.             | i.u.                       | i.u.                     | i.u.                     | i.u.               | i.u.                 | i.u.               | i.u.              | i.u.             | i.u.                 | i.u.            |
| Jonathan Näslund      | i.u.                    | Ebba Hultkvist       | i.u.                 | Isabella Löwengrip | Molly Sandén              | Helena Lundbäck      | i.u.                | i.u.             | i.u.                       | i.u.                     | i.u.                     | Ellen Bergström    | i.u.                 | i.u.               | Siw Malmkvist     | i.u.             | Marie Mandelmann     | i.u.            |
| Christina Samuelsson  | i.u.                    | i.u.                 | Ulf Larsson          | i.u.               | i.u.                      | i.u.                 | i.u.                | i.u.             | i.u.                       | i.u.                     | i.u.                     | i.u.               | i.u.                 | i.u.               | i.u.              | i.u.             | i.u.                 | i.u.            |
| Alfred Palmgren       | i.u.                    | i.u.                 | Tilde Fröling        | i.u.               | i.u.                      | i.u.                 | i.u.                | i.u.             | i.u.                       | i.u.                     | i.u.                     | i.u.               | i.u.                 | i.u.               | i.u.              | i.u.             | i.u.                 | i.u.            |
| Malin Johansson       | i.u.                    | i.u.                 | Danny Saucedo        | i.u.               | Stefan Sauk               | Alexander Rybak      | i.u.                | i.u.             | i.u.                       | i.u.                     | i.u.                     | i.u.               | i.u.                 | i.u.               | i.u.              | i.u.             | i.u.                 | i.u.            |
| Jeanette Carlsson     | i.u.                    | i.u.                 | Karl Petter Bergvall | Niclas Wahlgren    | i.u.                      | i.u.                 | Pär-Ola Nyström     | Håkan Dahlby     | Glenn Hysén                | Alexander Hermansson     | Nassim Al Fakir          | i.u.               | Gunde Svan           | i.u.               | i.u.              | i.u.             | i.u.                 | i.u.            |
| Martin Ragnarsson     | i.u.                    | i.u.                 | i.u.                 | Linda Haglund      | i.u.                      | i.u.                 | i.u.                | i.u.             | i.u.                       | i.u.                     | i.u.                     | i.u.               | i.u.                 | i.u.               | i.u.              | i.u.             | i.u.                 | i.u.            |
| Anders Jacobson       | i.u.                    | i.u.                 | i.u.                 | Kitty Jutbring     | Victoria Sandell Svensson | i.u.                 | i.u.                | i.u.             | i.u.                       | i.u.                     | i.u.                     | i.u.               | i.u.                 | i.u.               | i.u.              | i.u.             | i.u.                 | i.u.            |
| Maria Lindberg        | i.u.                    | i.u.                 | i.u.                 | Carl-Jan Granqvist | Rabih Jaber               | Björn Ranelid        | i.u.                | i.u.             | i.u.                       | i.u.                     | i.u.                     | i.u.               | i.u.                 | i.u.               | i.u.              | i.u.             | i.u.                 | i.u.            |
| Charlotte Sinclair    | i.u.                    | i.u.                 | i.u.                 | Hasse Aro          | Willy Björkman            | Frank Andersson      | i.u.                | i.u.             | i.u.                       | i.u.                     | i.u.                     | i.u.               | i.u.                 | i.u.               | i.u.              | i.u.             | i.u.                 | i.u.            |
| Ludwig Jerkander      | i.u.                    | i.u.                 | i.u.                 | i.u.               | i.u.                      | Alexandra Pascalidou | i.u.                | i.u.             | i.u.                       | i.u.                     | i.u.                     | i.u.               | i.u.                 | i.u.               | i.u.              | i.u.             | i.u.                 | i.u.            |
| Oksana Spichak        | i.u.                    | i.u.                 | i.u.                 | i.u.               | i.u.                      | Figge Norling        | Bengt Frithiofsson  | Robinson-Robban  | i.u.                       | i.u.                     | i.u.                     | i.u.               | i.u.                 | i.u.               | i.u.              | i.u.             | i.u.                 | i.u.            |
| Kristjan Lootus       | i.u.                    | i.u.                 | i.u.                 | i.u.               | i.u.                      | Jessica Andersson    | Camilla Läckberg    | Maria Montazami  | Gunhild Carling            | Marie Serneholt          | Linda Lindorff           | Mikaela Laurén     | i.u.                 | i.u.               | i.u.              | i.u.             | i.u.                 | i.u.            |
| Sigrid Bernson        | i.u.                    | i.u.                 | i.u.                 | i.u.               | i.u.                      | Andreas Weise        | Anton Hysén         | Erik Segerstedt  | Benjamin Wahlgren Ingrosso | i.u.                     | i.u.                     | Samir Badran       | i.u.                 | Robin Bengtsson    | i.u.              | i.u.             | i.u.                 | i.u.            |
| Calle Sterner         | i.u.                    | i.u.                 | i.u.                 | i.u.               | i.u.                      | Hannah Graaf         | Molly Nutley        | Jennifer Åkerman | Kenza Zouiten              | i.u.                     | i.u.                     | Anja Pärson        | Therese Alshammar    | Kristin Kaspersen  | Sussie Eriksson   | i.u.             | i.u.                 | i.u.            |
| Stefano Oradei        | i.u.                    | i.u.                 | i.u.                 | i.u.               | i.u.                      | i.u.                 | i.u.                | i.u.             | Jasmine Kara               | Jenny Strömstedt         | i.u.                     | i.u.               | i.u.                 | i.u.               | i.u.              | i.u.             | i.u.                 | i.u.            |
| Veera Kinnunen        | i.u.                    | i.u.                 | i.u.                 | i.u.               | i.u.                      | i.u.                 | i.u.                | i.u.             | Phoenix                    | Jonas Björkman           | i.u.                     | i.u.               | i.u.                 | i.u.               | i.u.              | i.u.             | i.u.                 | i.u.            |
| Elisabeth Novotny     | i.u.                    | i.u.                 | i.u.                 | i.u.               | i.u.                      | i.u.                 | i.u.                | i.u.             | Simon Kachoa               | i.u.                     | Toni Prince              | i.u.               | i.u.                 | i.u.               | i.u.              | i.u.             | i.u.                 | i.u.            |
| Alexander Svanberg    | i.u.                    | i.u.                 | i.u.                 | i.u.               | i.u.                      | i.u.                 | i.u.                | i.u.             | Lotta Engberg              | Rebecca Stella Simonsson | Bianca Wahlgren Ingrosso | i.u.               | Margaux Dietz        | i.u.               | i.u.              | i.u.             | i.u.                 | i.u.            |
| Maria Zimmerman       | i.u.                    | i.u.                 | i.u.                 | i.u.               | i.u.                      | i.u.                 | i.u.                | i.u.             | i.u.                       | Simon Sköld              | Rickard Söderberg        | i.u.               | Daniel Norberg       | Freddie Svensson   | Anders Svensson   | Martin Melin     | i.u.                 | i.u.            |
| Yvo Eussen            | i.u.                    | i.u.                 | i.u.                 | i.u.               | i.u.                      | i.u.                 | i.u.                | i.u.             | i.u.                       | i.u.                     | Elisa Lindström          | i.u.               | i.u.                 | i.u.               | i.u.              | i.u.             | i.u.                 | i.u.            |
| Fredric Brunberg      | i.u.                    | i.u.                 | i.u.                 | i.u.               | i.u.                      | i.u.                 | i.u.                | i.u.             | i.u.                       | i.u.                     | Isabel Adrian            | i.u.               | i.u.                 | Magdalena Forsberg | i.u.              | i.u.             | i.u.                 | i.u.            |
| Marc Christensen      | i.u.                    | i.u.                 | i.u.                 | i.u.               | i.u.                      | i.u.                 | i.u.                | i.u.             | i.u.                       | i.u.                     | Pia Johansson            | i.u.               | i.u.                 | i.u.               | Bathina Philipson | i.u.             | i.u.                 | i.u.            |
| Martin Drakenberg     | i.u.                    | i.u.                 | i.u.                 | i.u.               | i.u.                      | i.u.                 | i.u.                | i.u.             | i.u.                       | i.u.                     | i.u.                     | Dominika Peczynski | i.u.                 | i.u.               | i.u.              | i.u.             | i.u.                 | i.u.            |
| Nathalie Davidsson    | i.u.                    | i.u.                 | i.u.                 | i.u.               | i.u.                      | i.u.                 | i.u.                | i.u.             | i.u.                       | i.u.                     | i.u.                     | Messiah Hallberg   | i.u.                 | i.u.               | i.u.              | i.u.             | i.u.                 | i.u.            |
| Aaron Brown           | i.u.                    | i.u.                 | i.u.                 | i.u.               | i.u.                      | i.u.                 | i.u.                | i.u.             | i.u.                       | i.u.                     | i.u.                     | i.u.               | Britt Ekland         | Sanna Lundell      | i.u.              | i.u.             | i.u.                 | i.u.            |
| Linn Hegdal           | i.u.                    | i.u.                 | i.u.                 | i.u.               | i.u.                      | i.u.                 | i.u.                | i.u.             | i.u.                       | i.u.                     | i.u.                     | i.u.               | Viktor Frisk         | Lance Hedman Graaf | John Lundvik      | Filip Lamprecht  | Filip Dikmen         | i.u.            |
| Katja Luján Engelholm | i.u.                    | i.u.                 | i.u.                 | i.u.               | i.u.                      | i.u.                 | i.u.                | i.u.             | i.u.                       | i.u.                     | i.u.                     | i.u.               | Jon Henrik Fjällgren | i.u.               | i.u.              | Anis Don Demina  | Eric Saade           | i.u.            |
| Jacob Persson         | i.u.                    | i.u.                 | i.u.                 | i.u.               | i.u.                      | i.u.                 | i.u.                | i.u.             | i.u.                       | i.u.                     | i.u.                     | i.u.               | i.u.                 | Linnéa Claeson     | Penny Parnevik    | i.u.             | i.u.                 | i.u.            |